# Dianthus imereticus
Dianthus imereticus là loài thực vật có hoa thuộc họ Cẩm chướng. Loài này được (Rupr.) Schischk. mô tả khoa học đầu tiên năm 1928.